# Kunchaganur, Muddebihal
Kunchaganur là một làng thuộc tehsil Muddebihal, huyện Bijapur, bang Karnataka, Ấn Độ.